# Cerais rara
Cerais rara är en tvåvingeart som först beskrevs av Becker 1911.  Cerais rara ingår i släktet Cerais och familjen fritflugor.
Artens utbredningsområde är Taiwan. Inga underarter finns listade i Catalogue of Life.